# Gran Premio motociclistico del Qatar 2014
Il Gran Premio motociclistico del Qatar 2014 si è svolto il 23 marzo 2014 al circuito di Losail ed è stata la prima prova del motomondiale 2014, ha visto le vittorie in MotoGP di Marc Márquez, in Moto2 di Esteve Rabat e in Moto3 di Jack Miller

## MotoGP

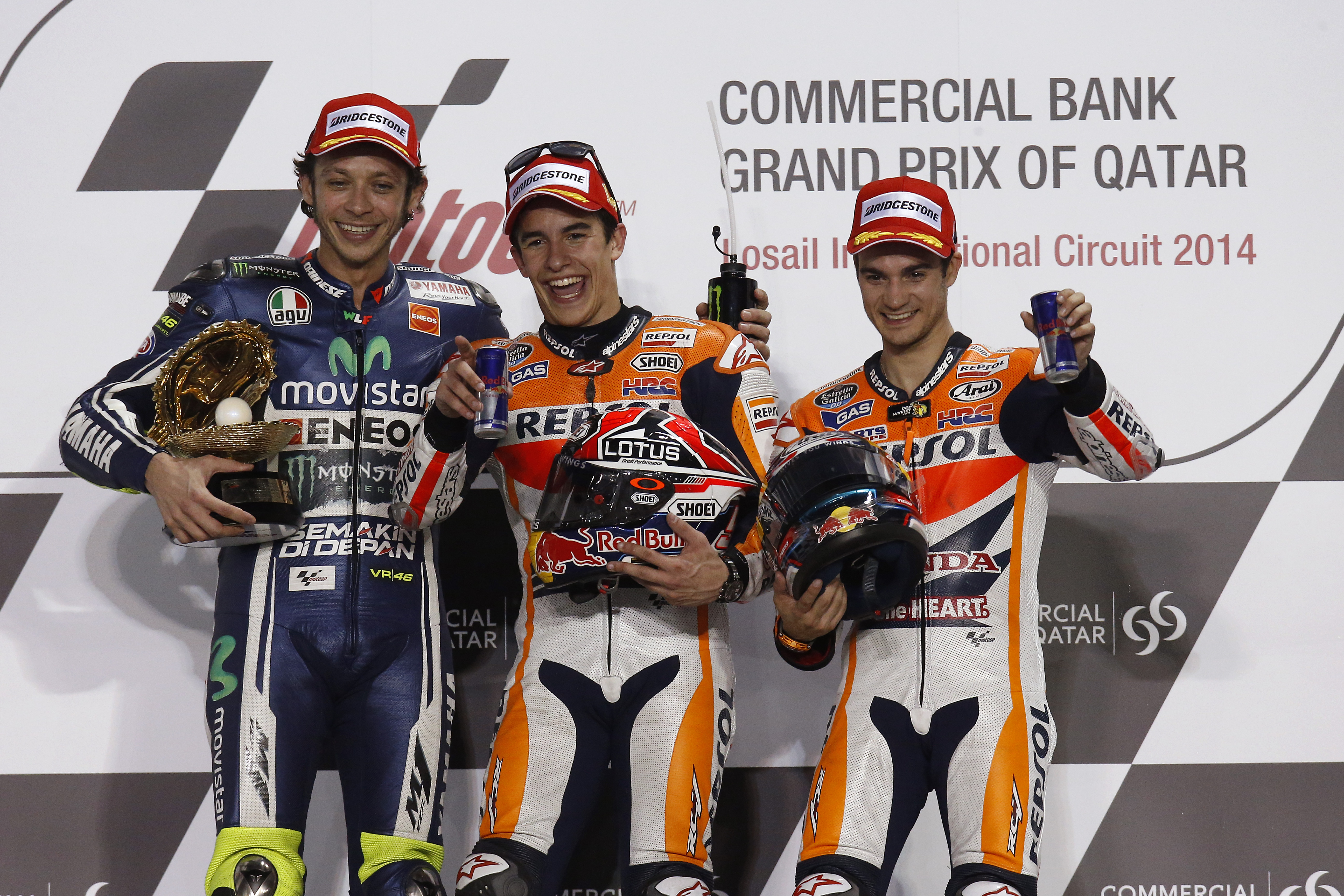
Rossi, Márquez e Pedrosa, festeggiano sul podio dopo aver concluso al secondo, primo e terzo posto la gara della classe MotoGP

La gara è stata caratterizzata da alcune cadute che hanno coinvolto Jorge Lorenzo, Stefan Bradl (entrambi in testa alla gara al momento della caduta), Bradley Smith e Álvaro Bautista; dopo una serie di vicendevoli sorpassi, si è imposto Marc Márquez su Honda che ha preceduto Valentino Rossi su Yamaha e il compagno di squadra Dani Pedrosa.

### Arrivati al traguardo
| Pos. | Nº | Pilota           | Squadra                   | Motocicletta       | Giri | Tempo     | Griglia | Punti |
| ---- | -- | ---------------- | ------------------------- | ------------------ | ---- | --------- | ------- | ----- |
| 1º   | 93 | Marc Márquez     | Repsol Honda              | Honda RC213V       | 22   | 42:40.561 | 1º      | 25    |
| 2º   | 46 | Valentino Rossi  | Movistar Yamaha           | Yamaha YZR-M1      | 22   | +0.259    | 10º     | 20    |
| 3º   | 26 | Dani Pedrosa     | Repsol Honda              | Honda RC213V       | 22   | +3.370    | 6º      | 16    |
| 4º   | 41 | Aleix Espargaró  | NGM Forward Racing        | Forward Yamaha     | 22   | +11.623   | 9º      | 13    |
| 5º   | 4  | Andrea Dovizioso | Ducati Team               | Ducati Desmosedici | 22   | +12.159   | 4º      | 11    |
| 6º   | 35 | Cal Crutchlow    | Ducati Team               | Ducati Desmosedici | 22   | +28.526   | 8º      | 10    |
| 7º   | 45 | Scott Redding    | Go&Fun Honda Gresini      | Honda RCV1000R     | 22   | +32.593   | 16º     | 9     |
| 8º   | 69 | Nicky Hayden     | Drive M7 Aspar            | Honda RCV1000R     | 22   | +32.628   | 13º     | 8     |
| 9º   | 5  | Colin Edwards    | NGM Forward Racing        | Forward Yamaha     | 22   | +39.547   | 14º     | 7     |
| 10º  | 29 | Andrea Iannone   | Pramac Racing             | Ducati Desmosedici | 22   | +43.360   | 11º     | 6     |
| 11º  | 7  | Hiroshi Aoyama   | Drive M7 Aspar            | Honda RCV1000R     | 22   | +46.595   | 15º     | 5     |
| 12º  | 68 | Yonny Hernández  | Energy T.I. Pramac Racing | Ducati Desmosedici | 22   | +46.688   | 17º     | 4     |
| 13º  | 17 | Karel Abraham    | Cardion AB Motoracing     | Honda RCV1000R     | 22   | +50.581   | 18º     | 3     |
| 14º  | 9  | Danilo Petrucci  | IodaRacing Project        | ART                | 22   | +1:03.127 | 20º     | 2     |
| 15º  | 23 | Broc Parkes      | Paul Bird Motorsport      | PBM                | 22   | +1:14.386 | 21º     | 1     |
| 16º  | 70 | Michael Laverty  | Paul Bird Motorsport      | PBM                | 22   | +1:32.593 | 23º     |       |
| 17º  | 63 | Mike Di Meglio   | Avintia Racing            | Avintia GP14       | 22   | +1:36.085 | 22º     |       |

### Ritirati
| Nº | Pilota          | Squadra               | Motocicletta  | Giri | Griglia |
| -- | --------------- | --------------------- | ------------- | ---- | ------- |
| 19 | Álvaro Bautista | Go&Fun Honda Gresini  | Honda RC213V  | 20   | 2º      |
| 38 | Bradley Smith   | Monster Yamaha Tech 3 | Yamaha YZR-M1 | 18   | 3º      |
| 44 | Pol Espargaró   | Monster Yamaha Tech 3 | Yamaha YZR-M1 | 17   | 12º     |
| 6  | Stefan Bradl    | LCR Honda             | Honda RC213V  | 8    | 7º      |
| 8  | Héctor Barberá  | Avintia Racing        | Avintia GP14  | 4    | 19º     |
| 99 | Jorge Lorenzo   | Movistar Yamaha       | Yamaha YZR-M1 | 0    | 5º      |

## Moto2
Il pilota giapponese Takaaki Nakagami che aveva tagliato il traguardo in seconda posizione è stato in seguito squalificato per irregolarità tecniche. La vittoria è stata ottenuta dallo spagnolo Esteve Rabat giunto al 4º successo nel motomondiale e che ha preceduto sul traguardo il finlandese Mika Kallio e lo svizzero Thomas Lüthi.

### Arrivati al traguardo
| Pos. | Nº | Pilota             | Squadra                    | Motocicletta       | Giri | Tempo           | Griglia | Punti |
| ---- | -- | ------------------ | -------------------------- | ------------------ | ---- | --------------- | ------- | ----- |
| 1º   | 53 | Esteve Rabat       | Marc VDS Racing            | Kalex Moto2        | 20   | 40min 20s 963ms | 1º      | 25    |
| 2º   | 36 | Mika Kallio        | Marc VDS Racing            | Kalex Moto2        | 20   | +1.059          | 6º      | 20    |
| 3º   | 12 | Thomas Lüthi       | Interwetten Paddock        | Suter MMX2         | 20   | +3.741          | 4º      | 16    |
| 4º   | 40 | Maverick Viñales   | Pons HP 40                 | Kalex Moto2        | 20   | +4.043          | 14º     | 13    |
| 5º   | 3  | Simone Corsi       | NGM Forward Racing         | Forward KLX        | 20   | +5.830          | 10º     | 11    |
| 6º   | 22 | Sam Lowes          | Speed Up                   | Speed Up SF14      | 20   | +14.170         | 5º      | 10    |
| 7º   | 11 | Sandro Cortese     | Dynavolt Intact GP         | Kalex Moto2        | 20   | +24.943         | 2º      | 9     |
| 8º   | 81 | Jordi Torres       | Mapfre Aspar               | Suter MMX2         | 20   | +25.196         | 16º     | 8     |
| 9º   | 95 | Anthony West       | QMMF Racing                | Speed Up SF14      | 20   | +25.322         | 26º     | 7     |
| 10º  | 96 | Louis Rossi        | SAG Team                   | Kalex Moto2        | 20   | +26.687         | 20º     | 6     |
| 11º  | 94 | Jonas Folger       | AGR Team                   | Kalex Moto2        | 20   | +26.873         | 15º     | 5     |
| 12º  | 88 | Ricard Cardús      | Tech 3                     | Tech 3 Mistral 610 | 20   | +26.914         | 18º     | 4     |
| 13º  | 4  | Randy Krummenacher | IodaRacing Project         | Suter MMX2         | 20   | +31.671         | 22º     | 3     |
| 14º  | 39 | Luis Salom         | Pons HP 40                 | Kalex Moto2        | 20   | +40.588         | 17º     | 2     |
| 15º  | 55 | Hafizh Syahrin     | Petronas Raceline Malaysia | Kalex Moto2        | 20   | +40.695         | 30º     | 1     |
| 16º  | 60 | Julián Simón       | Italtrans Racing           | Kalex Moto2        | 20   | +41.810         | 19º     |       |
| 17º  | 54 | Mattia Pasini      | NGM Forward Racing         | Forward KLX        | 20   | +44.030         | 12º     |       |
| 18º  | 25 | Azlan Shah         | Idemitsu Honda Team Asia   | Kalex Moto2        | 20   | +52.813         | 28º     |       |
| 19º  | 97 | Román Ramos        | QMMF Racing                | Speed Up SF14      | 20   | +53.563         | 31º     |       |
| 20º  | 10 | Thitipong Warokorn | APH PTT The Pizza SAG      | Kalex Moto2        | 20   | +1:10.995       | 32º     |       |
| 21º  | 45 | Tetsuta Nagashima  | Teluru Team JiR Webike     | TSR 6              | 20   | +1:11.391       | 34º     |       |
| 22º  | 70 | Robin Mulhauser    | Technomag carXpert         | Suter MMX2         | 20   | +1:11.811       | 35º     |       |
| 23º  | 5  | Johann Zarco       | AirAsia Caterham           | Caterham Suter     | 20   | +1:52.348       | 9º      |       |
| 24º  | 19 | Xavier Siméon      | Federal Oil Gresini        | Suter MMX2         | 20   | +1:52.446       | 7º      |       |
| 25º  | 21 | Franco Morbidelli  | Italtrans Racing           | Kalex Moto2        | 19   | +1 giro         | 29º     |       |

### Ritirati
| Nº | Pilota              | Squadra            | Motocicletta       | Giri | Griglia |
| -- | ------------------- | ------------------ | ------------------ | ---- | ------- |
| 7  | Lorenzo Baldassarri | Gresini Moto2      | Suter MMX2         | 19   | 23º     |
| 77 | Dominique Aegerter  | Technomag carXpert | Suter MMX2         | 15   | 11º     |
| 18 | Nicolás Terol       | Mapfre Aspar       | Suter MMX2         | 15   | 21º     |
| 23 | Marcel Schrötter    | Tech 3             | Tech 3 Mistral 610 | 11   | 13º     |
| 49 | Axel Pons           | AGR Team           | Kalex Moto2        | 11   | 25º     |
| 98 | Mashel Al Naimi     | QMMF Racing        | Speed Up SF14      | 4    | 33      |
| 8  | Gino Rea            | AGT Rea Racing     | Suter MMX2         | 2    | 24º     |
| 15 | Alex De Angelis     | Tasca Racing       | Suter MMX2         | 0    | 8º      |
| 2  | Josh Herrin         | AirAsia Caterham   | Caterham Suter     | 0    | 27º     |

### Squalificato
| Nº | Pilota           | Squadra                  | Motocicletta | Giri | Griglia |
| -- | ---------------- | ------------------------ | ------------ | ---- | ------- |
| 30 | Takaaki Nakagami | Idemitsu Honda Team Asia | Kalex Moto2  | 20   | 3º      |

## Moto3
Dopo aver cambiato squadra, passando da questa stagione alla KTM, il pilota australiano Jack Miller ha ottenuto la sua prima vittoria nel motomondiale, dopo aver ottenuto il terzo tempo in qualifica. In classifica ha preceduto due piloti spagnoli, Álex Márquez e Efrén Vázquez alla guida di due Honda NSF250R.

### Arrivati al traguardo
| Pos. | Nº | Pilota              | Squadra                   | Motocicletta        | Giri | Tempo           | Griglia | Punti |
| ---- | -- | ------------------- | ------------------------- | ------------------- | ---- | --------------- | ------- | ----- |
| 1º   | 8  | Jack Miller         | Red Bull KTM Ajo          | KTM RC 250 GP       | 18   | 38min 05s 810ms | 3º      | 25    |
| 2º   | 12 | Álex Márquez        | Estrella Galicia 0,0      | Honda NSF250R       | 18   | +0.233          | 2º      | 20    |
| 3º   | 7  | Efrén Vázquez       | SaxoPrint-RTG             | Honda NSF250R       | 18   | +0.280          | 15º     | 16    |
| 4º   | 44 | Miguel Oliveira     | Mahindra Racing           | Mahindra MGP3O      | 18   | +0.295          | 11º     | 13    |
| 5º   | 42 | Álex Rins           | Estrella Galicia 0,0      | Honda NSF250R       | 18   | +0.369          | 1º      | 11    |
| 6º   | 84 | Jakub Kornfeil      | Calvo Team                | KTM RC 250 GP       | 18   | +0.586          | 4º      | 10    |
| 7º   | 10 | Alexis Masbou       | Ongetta-Rivacold          | Honda NSF250R       | 18   | +2.109          | 14º     | 9     |
| 8º   | 32 | Isaac Viñales       | Calvo Team                | KTM RC 250 GP       | 18   | +2.161          | 5º      | 8     |
| 9º   | 23 | Niccolò Antonelli   | Junior Team Go&Fun        | KTM RC 250 GP       | 18   | +8.153          | 9º      | 7     |
| 10º  | 21 | Francesco Bagnaia   | SKY Racing Team VR46      | KTM RC 250 GP       | 18   | +8.173          | 10º     | 6     |
| 11º  | 17 | John McPhee         | SaxoPrint-RTG             | Honda NSF250R       | 18   | +8.195          | 7º      | 5     |
| 12º  | 5  | Romano Fenati       | SKY Racing Team VR46      | KTM RC 250 GP       | 18   | +8.219          | 8º      | 4     |
| 13º  | 52 | Danny Kent          | Red Bull Husqvarna Ajo    | Husqvarna FR 250 GP | 18   | +11.269         | 6º      | 3     |
| 14º  | 98 | Karel Hanika        | Red Bull KTM Ajo          | KTM RC 250 GP       | 18   | +11.292         | 19º     | 2     |
| 15º  | 41 | Brad Binder         | Ambrogio Racing           | Mahindra MGP3O      | 18   | +11.322         | 17º     | 1     |
| 16º  | 33 | Enea Bastianini     | Junior Team Go&Fun        | KTM RC 250 GP       | 18   | +22.159         | 21º     |       |
| 17º  | 11 | Livio Loi           | Marc VDS Racing           | Kalex KTM           | 18   | +22.202         | 20º     |       |
| 18º  | 63 | Zulfahmi Khairuddin | Ongetta-AirAsia           | Honda NSF250R       | 18   | +36.686         | 23º     |       |
| 19º  | 9  | Scott Deroue        | RW Racing GP              | Kalex KTM           | 18   | +36.691         | 18º     |       |
| 20º  | 65 | Philipp Öttl        | Interwetten Paddock       | Kalex KTM           | 18   | +36.755         | 22º     |       |
| 21º  | 19 | Alessandro Tonucci  | CIP                       | Mahindra MGP3O      | 18   | +37.858         | 28º     |       |
| 22º  | 43 | Luca Grünwald       | Kiefer Racing             | Kalex KTM           | 18   | +37.876         | 24º     |       |
| 23º  | 55 | Andrea Locatelli    | San Carlo Team Italia     | Mahindra MGP3O      | 18   | +45.501         | 30º     |       |
| 24ª  | 22 | Ana Carrasco        | RW Racing GP              | Kalex KTM           | 18   | +45.650         | 25ª     |       |
| 25º  | 51 | Bryan Schouten      | CIP                       | Mahindra MGP3O      | 18   | +1:08.694       | 27º     |       |
| 26º  | 31 | Niklas Ajo          | Avant Tecno Husqvarna Ajo | Husqvarna FR 250 GP | 17   | +1 giro         | 16º     |       |

### Ritirati
| Nº | Pilota           | Squadra               | Motocicletta   | Giri | Griglia |
| -- | ---------------- | --------------------- | -------------- | ---- | ------- |
| 95 | Jules Danilo     | Ambrogio Racing       | Mahindra MGP3O | 17   | 31º     |
| 3  | Matteo Ferrari   | San Carlo Team Italia | Mahindra MGP3O | 14   | 26º     |
| 58 | Juanfran Guevara | Mapfre Aspar          | Kalex KTM      | 6    | 13º     |
| 4  | Gabriel Ramos    | Kiefer Racing         | Kalex KTM      | 6    | 32º     |
| 57 | Eric Granado     | Calvo Team            | KTM RC 250 GP  | 2    | 12º     |
| 38 | Hafiq Azmi       | SIC-AJO               | KTM RC 250 GP  | 0    | 29º     |

### Non partito
| Nº | Pilota        | Squadra         | Motocicletta   |
| -- | ------------- | --------------- | -------------- |
| 61 | Arthur Sissis | Mahindra Racing | Mahindra MGP3O |